# Sanae Motokawa
Sanae Motokawa (2 de abril de 1992) é uma basquetebolista profissional japonesa.

## Carreira
Sanae Motokawa integrou a Seleção Japonesa de Basquetebol Feminino, na Rio 2016, que terminou na oitava posição.